# قناة الشتاء
قناة الشتاء (بالروسية: Зимняя канавка) هي قناة تقع في مدينة سانت بطرسبرغ بروسيا، تربط بين نهر بولشايا نيفا ونهر مويكا في محيط قصر الشتاء.
تم حفر القناة سنة 1719. يبلغ طولها 228 مترًا (748 قدمًا) فقط، مما يجعله أحد أقصر القنوات في المدينة. يبلغ العرض حوالي 20 مترًا (66 قدمًا).
تم بناء جسر الجرانيت ماى بين سنتي 1782 و 1784، وأُضيف السور الذي صممه النحات (I.F.Dunker) في نفس الفترة.